# Şehitkamil
Şehitkamil (kurdisch ئالێبان Alêban) ist eine Stadtgemeinde (Belediye) im gleichnamigen Ilçe (Landkreis) der Provinz Gaziantep in der türkischen Region Südostanatolien und gleichzeitig ein Stadtbezirk der 1986 gebildeten Büyükşehir belediyesi Gaziantep (Großstadtgemeinde/Metropolprovinz). Seit der Gebietsreform ab 2013 ist die Gemeinde flächen- und einwohnermäßig identisch mit dem Landkreis. 
Şehitkamil ist der nördlichere der beiden aus dem zentralen Landkreis (Merkez Ilçe) der Provinzhauptstadt gebildeten Landkreise/Stadtbezirke und grenzt im Norden an die Provinz Kahramanmaraş. Benannt ist der Ort nach dem Märtyrer Mehmet Kamil, der nach dem Ersten Weltkrieg gegen die französischen Besatzer gekämpft hatte.
Der Kreis entstand durch das Gesetz Nr. 3398 und wurde 1988 eigenständig. Mehmet Fahri Can, der erste Landrat nahm 1989 seine Tätigkeit auf. Aus dem aufgelösten zentralen Landkreis (Merkez İlçe) der Provinzhauptstadt wurden 65 Dörfer und die Belediye Arıl des zentralen Landkreis sowie zwei Dörfer aus den Kreisen Nizip und Kilis für diesen Kreis abgetrennt.

## Verwaltung
(Bis) Ende 2012 bestand der Landkreis aus der Kreisstadt und 49 Dörfern (Köy), die während der Verwaltungsreform 2013/2014 in Mahalle (Stadtviertel/Ortsteile) überführt wurden. Die 49 Mahalle der Kreisstadt blieben unverändert erhalten. Durch die Herabstufung der Dörfer stieg die Zahl der Mahalle auf 144. Die Belediye Aktoprak und Arıl waren bereits 2008 in die Stadt Şehitkamil eingemeindet worden und konnten ihre elf (8+3) Mahalle behalten. Den Mahalle steht ein Muhtar als oberster Beamter vor.
Ende 2020 lebten durchschnittlich 5.561 Menschen in jedem Mahalle. Nachfolgende Tabelle nennt alle 36 Mahalle, die mehr als 10.000 Einwohner haben. 
| Mahalle         | Einwohner |                  | Mahalle          | Einwohner              |        | Mahalle      | Einwohner |
| --------------- | --------- | ---------------- | ---------------- | ---------------------- | ------ | ------------ | --------- |
| Seyrantepe Mah. | 32.248    |                  | Onat Kutlar Mah. | 16.400                 |        | Atakent Mah. | 12.806    |
| Güvenevler Mah. | 30.987    | Zeytinli Mah.    | 16.391           | Emek Mah.              | 12.766 |              |           |
| Batıkent Mah.   | 28.630    | Karacaahmet Mah. | 16.373           | Selahattin Eyyubi Mah. | 12.598 |              |           |
| Atatürk Mah.    | 26.814    | Karacaoğlan Mah. | 15.893           | Kayaönü Mah.           | 12.574 |              |           |
| Belkız Mah.     | 23.756    | Göllüce Mah.     | 14.891           | Özgürlük Mah.          | 12.324 |              |           |
| Selimiye Mah.   | 19.435    | Gaziler Mah.     | 14.718           | 29 Ekim Mah.           | 11.967 |              |           |
| Mevlana Mah.    | 19.178    | Değirmiçem Mah.  | 14.656           | Çamlıtepe Mah.         | 11.927 |              |           |
| 8 Şubat Mah.    | 17.989    | Mücahitler Mah.  | 14.574           | Osmangazi Mah.         | 11.472 |              |           |
| Burak Mah.      | 17.648    | Eyüpsultan Mah.  | 14.478           | Sarıgüllük Mah.        | 11.293 |              |           |
| Şirinevler Mah. | 17.352    | Merveşehir Mah.  | 14.206           | Fatih Mah.             | 10.988 |              |           |
| Beykent Mah.    | 17.218    | Boyno Mah.       | 13.431           | Yeni Mah.              | 10.495 |              |           |
| Fıstıklık Mah.  | 17.114    | Gazikent Mah.    | 13.000           | Güzelyurt Mah.         | 10.219 |              |           |